# Melodifestivalen 2023
Melodifestivalen 2023 foi realizado entre 4 de fevereiro e 11 de março de 2023, esta sendo a 63ª edição do concurso musical sueco Melodifestivalen, organizado pela Sveriges Television (SVT). A vencedora da competição foi Loreen com a música "Tattoo", que venceu o Eurovision Song Contest 2023 para Sweden.   Todos os shows foram apresentados por Farah Abadi e Jesper Rönndahl.

## Formato

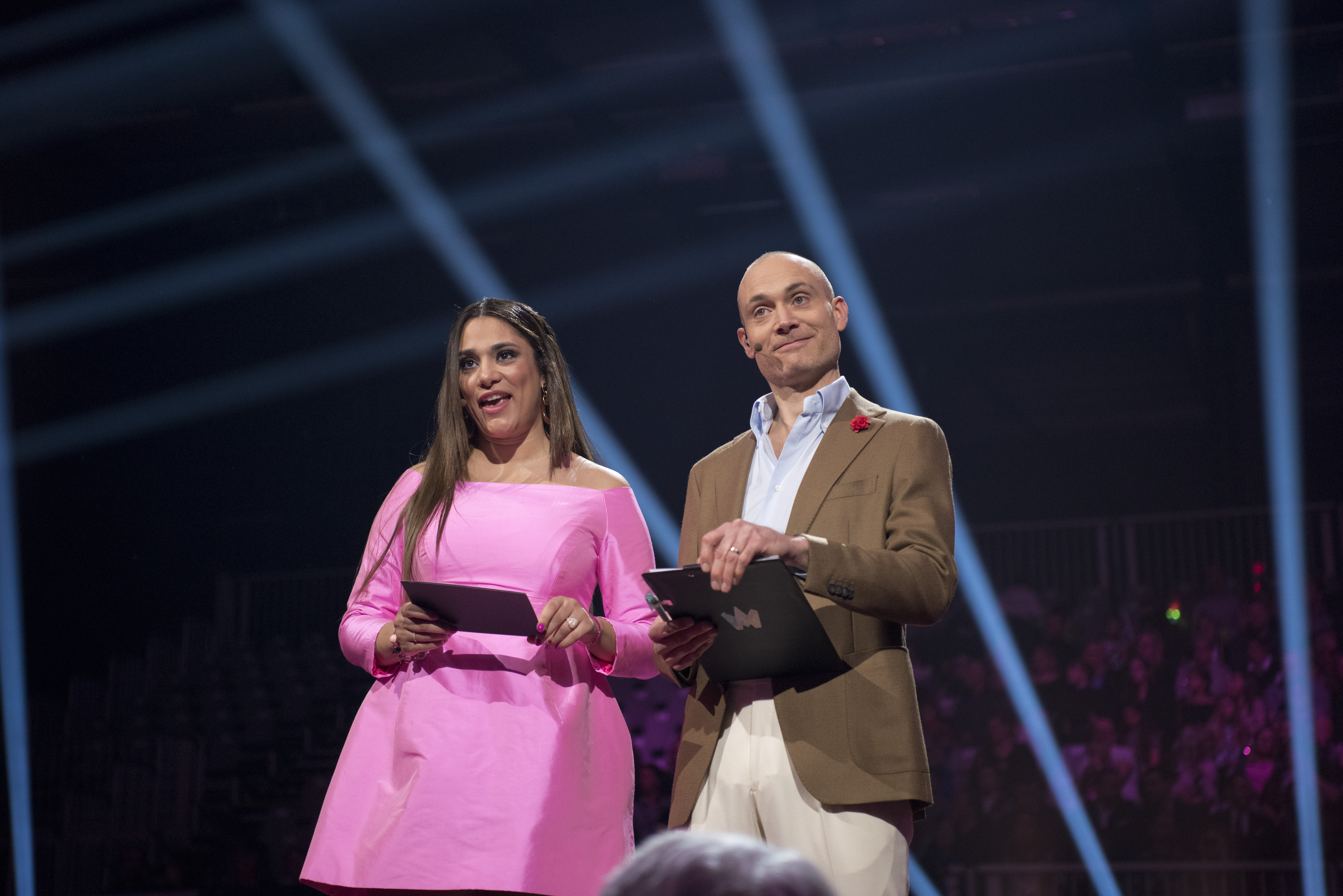
Farah Abadi e Jesper Rönndahl, apresentadores do Melodifestivalen 2023.

Após o cancelamento do tradicional passeio por seis cidades do país (Malmö,  Estocolmo, Örnsköldsvik, Lidköping, Linköping e Gotemburgo) da edição anterior devido à variante Omicron da COVID-19, a SVT anunciou posteriormente que as seis cidades iriam acolher o turnê em 2023, com novas datas.  Como de costume, a competição contou com 28 inscrições, das quais 12 avançaram para a final. Farah Abadi e Jesper Rönndahl foram anunciados como apresentadores do Melodifestivalen 2023 em 24 de setembro de 2022.  
Os rendimentos da votação, assim como nos últimos três shows da edição anterior, foram doados para ajudar nos esforços de socorro durante a invasão russa da Ucrânia. A partir da segunda bateria, os rendimentos também foram destinados a auxiliar nos esforços de socorro após os terremotos na Turquia e Síria em 2023.
| Mostrar   | Data                    | Cidade       | Local                      |
| --------- | ----------------------- | ------------ | -------------------------- |
| Calor 1   | 4 de fevereiro de 2023  | Gotemburgo   | Escandinávio               |
| Calor 2   | 11 de fevereiro de 2023 | Linköping    | Arena Saab                 |
| Calor 3   | 18 de fevereiro de 2023 | Lidkoping    | Arena Sparbanken Lidkoping |
| Bateria 4 | 25 de fevereiro de 2023 | Malmo        | Arena Malmo                |
| Semifinal | 4 de março de 2023      | Örnsköldsvik | Arena Hägglunds            |
| Final     | 11 de março de 2023     | Estocolmo    | Arena dos Amigos           |

### Mudanças no formato das semifinais
Mudanças no formato do show semifinal foram anunciadas em 23 de novembro de 2022.  Diferentemente da edição anterior, onde as músicas do terceiro e quarto colocados de cada uma das quatro eliminatórias (totalizando oito músicas) foram distribuídas em duas semifinais separadas, todas essas músicas agora competem em uma única semifinal. As quatro melhores músicas avançam para a final, seguindo o mesmo formato das eliminatórias anteriores. Durante a votação, os espectadores veem as quatro músicas mais bem classificadas até o momento (em ordem aleatória) no meio do período de votação, recebendo novos votos para continuar influenciando o resultado. Após o encerramento da votação, os resultados completos, incluindo a pontuação atribuída por cada faixa etária, são exibidos na tela.

## Inscrições concorrentes
No dia 26 de agosto de 2022, a SVT iniciou uma janela de submissão pública, com prazo final em 16 de setembro de 2022, para selecionar metade dos concorrentes. A outra metade seria composta por artistas especialmente convidados pela emissora. Após o encerramento das inscrições, a SVT anunciou que recebeu mais de 2.800 inscrições, as quais serão analisadas por um júri profissional, presidido pela produtora Karin Gunnarsson.

A SVT anunciou oficialmente a primeira metade dos competidores em 29 de novembro de 2022, enquanto a segunda metade foi revelada no dia 30 de novembro do mesmo ano. Vários participantes já haviam competido no Melodifestivalen anteriormente, incluindo: Axel Schylström (2017), Eva Rydberg & Ewa Roos (2021), Jon Henrik Fjällgren (2015, 2017 e 2019), Loreen (2011, 2017 e vencedora em 2012), Loulou Lamotte (2011, 2017 e 2021), e Mariette (2015, 2017, 2018 e 2020), dupla Nordman ( 2005 e 2008 ), banda Panetoz ( 2014 e 2016 ), Paul Rey (2020 e 2021), Theoz ( 2022 ), Tone Sekelius (2022), Victor Crone (2015 e 2020) e Wiktoria (2016, 2017 e 2019).
| Artista                                                       | Música                                                      | Compositor |
| ------------------------------------------------------------- | ----------------------------------------------------------- | --- |
| Axel Schylström                                               | "Gorgeous"                                                  | Axel Schylström, sv, Jonas Thander, Malin Halvardsson                                                                                  |
| Casanovas                                                     | "Så kommer känslorna tillbaka"                              | sv, sv |
| Eden                                                          | "Comfortable"                                               | Benjamin Rosenbohm, Eden Alm, Emil Adler Lei, Julie Aagaard                                                                            |
| sv                                                            | "Raggen går"                                                | Johan Werner, Kristian Wejshag, Mattias Elovsson, Oscar Kilenius, Tim Larsson                                                          |
| sv                                                            | "Mera mera mera"                                            | Emil Henrohn, sv, Ji Nilsson, sv |
| Eva Rydberg & Ewa Roos                                        | "Länge leve livet"                                          | Emil Vaker, Henric Pierroff, sv |
| Ida-Lova                                                      | "Låt hela stan se på"                                       | Andreas "Giri" Lindbergh, Ida-Lova Lind, Joy Deb, Linnea Deb                                                                           |
| Jon Henrik Fjällgren, Arc North Predefinição:Feat. Adam Woods | "Where You Are (<span lang="smi" id="mw4g">Sávežan</span>)" | Calle Hellberg, Jon Henrik Fjällgren, Joy Deb, Oliver Belvelin, Oscar Christiansson, Richard Lästh, Tobias Lundgren, William Segerdahl |
| sv                                                            | "Where Did You Go"                                          | Jimmy "Joker" Thörnfeldt, Joy Deb, Linnea Deb                                                                                          |
| Laurell                                                       | "Sober"                                                     | Anderz Wrethov, sv, Laurell Barker, Thomas Stengaard                                                                                   |
| Loreen                                                        | "Tattoo"                                                    | Jimmy "Joker" Thörnfeldt, Jimmy Jansson, Lorine Talhaoui, Moa Carlebecker, Peter Boström, Thomas G:son                                 |
| Loulou Lamotte                                                | "Inga sorger"                                               | Jonas Thander, Loulou Lamotte |
| Marcus & Martinus                                             | "Air"                                                       | Jimmy "Joker" Thörnfeldt, Joy Deb, Linnea Deb, Marcus Gunnarsen, Martinus Gunnarsen                                                    |
| Maria Sur                                                     | "Never Give Up"                                             | Anderz Wrethov, Laurell Barker |
| Mariette                                                      | "One Day"                                                   | Jimmy Jansson, Thomas G:son, Mariette Hansson                                                                                          |
| Melanie Wehbe                                                 | "For the Show"                                              | David Lindgren Zacharias, Herman Gardarfve, Melanie Wehbe                                                                              |
| Nordman                                                       | "Släpp alla sorger"                                         | Jimmy Jansson, Thomas G:son |
| Panetoz                                                       | "On My Way"                                                 | Anders Wigelius, Daniel Nzinga, Jimmy Jansson, Nebeyu Baheru, Njol Badjie, Pa Modou Badjie, Robert Norberg                             |
| Paul Rey                                                      | "Royals"                                                    | sv, Jimmy "Joker" Thörnfeldt, Liam Cacatian Thomassen, Paul Rey                                                                        |
| sv                                                            | "Haunted"                                                   | Albin Johnsén, Mattias Andréasson, Pontus Söderman, Tilde "Ronia" Wrigsell                                                             |
| sv                                                            | "Edelweiss"                                                 | Anderz Wrethov, Jimmy Jansson, Myra Granberg                                                                                           |
| Smash Into Pieces                                             | "Six Feet Under"                                            | Andreas "Giri" Lindbergh, Benjamin Jennebo, Chris Adam, Jimmy "Joker" Thörnfeldt, Joy Deb, Linnea Deb, Per Bergquist                   |
| Tennessee Tears                                               | "Now I Know"                                                | Anderz Wrethov, Jonas Hermansson, Thomas Stengaard, Tilda Feuk                                                                         |
| Theoz                                                         | "Mer av dig"                                                | Axel Schylström, Jakob Redtzer, Peter Boström, Thomas G:son                                                                            |
| Tone Sekelius                                                 | "Rhythm of My Show"                                         | Anderz Wrethov, Dino Medanhodzic, Jimmy "Joker" Thörnfeldt, Tone Sekelius                                                              |
| sv                                                            | "Grytan"                                                    | Uje Brandelius |
| Victor Crone                                                  | "Diamonds"                                                  | David Lindgren Zacharias, sv, Victor Crone                                                                                             |
| Wiktoria                                                      | "All My Life (Where Have You Been)"                         | Herman Gardarfve, Melanie Wehbe, Patrik Jean, Wiktoria Johansson                                                                       |

## Visão geral do concurso

### Baterias

#### Bateria 1
No dia 4 de fevereiro de 2023 ocorreu a primeira bateria em Scandinavium, Gotemburgo. Com 2.912.000 espectadores.  Foram emitidos 9.852.321 votos, utilizando 525.532 dispositivos.  
| R/O | Artista                                          | Música                                                       | Rodada 1  | Rodada 1  | Rodada 2 | Rodada 2 | Rodada 2  | Resultado  |
| R/O | Artista                                          | Música                                                       | Votos     | Colocação | Votos    | Pontos   | Colocação | Resultado  |
| --- | ------------------------------------------------ | ------------------------------------------------------------ | --------- | --------- | -------- | -------- | --------- | ---------- |
| 1   | Tone Sekelius                                    | "Rhythm of My Show"                                          | 1,087,127 | 2         | 803,948  | 94       | 1         | Final      |
| 2   | Loulou Lamotte                                   | "Inga sorger"                                                | 754,498   | 7         | 363,254  | 32       | 5         | Out        |
| 3   | Rejhan                                           | "Haunted"                                                    | 884,660   | 4         | 460,003  | 32       | 4         | Out        |
| 4   | Elov & Beny                                      | "Raggen går"                                                 | 821,418   | 5         | 467,605  | 43       | 3         | Semi‑final |
| 5   | Victor Crone                                     | "Diamonds"                                                   | 1,012,655 | 3         | 625,862  | 80       | 2         | Semi‑final |
| 6   | Eva Rydberg & Ewa Roos                           | "Länge leve livet"                                           | 788,433   | 6         | 430,366  | 31       | 6         | Out        |
| 7   | Jon Henrik Fjällgren, Arc North feat. Adam Woods | "Where You Are (<span lang="smi" id="mwAfs">Sávežan</span>)" | 1,352,492 | 1         | —        | —        | —         | Final      |

| R/O | Música              | Faixa Etária | Faixa Etária | Faixa Etária | Faixa Etária | Faixa Etária | Faixa Etária | Faixa Etária | Tel. |
| R/O | Música              | 3‑9          | 10‑15        | 16‑29        | 30‑44        | 45‑59        | 60‑74        | 75+          | Tel. |
| --- | ------------------- | ------------ | ------------ | ------------ | ------------ | ------------ | ------------ | ------------ | ---- |
| 1   | "Rhythm of My Show" | 12           | 12           | 12           | 12           | 12           | 12           | 10           | 12   |
| 2   | "Inga sorger"       | 1            | 1            | 1            | 5            | 8            | 8            | 5            | 3    |
| 3   | "Haunted"           | 5            | 8            | 10           | 3            | 3            | 1            | 1            | 1    |
| 4   | "Raggen går"        | 8            | 3            | 3            | 8            | 5            | 5            | 3            | 8    |
| 5   | "Diamonds"          | 10           | 10           | 8            | 10           | 10           | 10           | 12           | 10   |
| 6   | "Länge leve livet"  | 3            | 5            | 5            | 1            | 1            | 3            | 8            | 5    |

#### Bateria 2
No dia 11 de fevereiro de 2023 ocorreu a segunda bateria na Saab Arena, Linköping. Com 2.830.000 espectadores.  Foram emitidos 10.108.443 votos, utilizando 527.368 dispositivos.  
| R/O | Artista         | Música                              | Rodada 1  | Rodada 1  | Rodada 2 | Rodada 2 | Rodada 2  | Result     |
| R/O | Artista         | Música                              | Votos     | Colocação | Votos    | Pontos   | Colocação | Result     |
| --- | --------------- | ----------------------------------- | --------- | --------- | -------- | -------- | --------- | ---------- |
| 1   | Wiktoria        | "All My Life (Where Have You Been)" | 1,057,852 | 4         | 520,646  | 47       | 4         | Out        |
| 2   | Eden            | "Comfortable"                       | 608,948   | 6         | 218,298  | 12       | 6         | Out        |
| 3   | Uje Brandelius  | "Grytan"                            | 585,684   | 7         | 277,599  | 22       | 5         | Out        |
| 4   | Panetoz         | "On My Way"                         | 1,333,786 | 2         | 784,687  | 84       | 1         | Final      |
| 5   | Tennessee Tears | "Now I Know"                        | 1,001,348 | 5         | 500,652  | 69       | 3         | Semi-final |
| 6   | Maria Sur       | "Never Give Up"                     | 1,346,229 | 1         | —        | —        | —         | Final      |
| 7   | Theoz           | "Mer av dig"                        | 1,106,875 | 3         | 765,979  | 78       | 2         | Semi-final |

| R/O | Música                              | Faixa Etária | Faixa Etária | Faixa Etária | Faixa Etária | Faixa Etária | Faixa Etária | Faixa Etária | Tel. |
| R/O | Música                              | 3‑9          | 10‑15        | 16‑29        | 30‑44        | 45‑59        | 60‑74        | 75+          | Tel. |
| --- | ----------------------------------- | ------------ | ------------ | ------------ | ------------ | ------------ | ------------ | ------------ | ---- |
| 1   | "All My Life (Where Have You Been)" | 8            | 8            | 8            | 5            | 5            | 5            | 5            | 3    |
| 2   | "Comfortable"                       | 3            | 3            | 1            | 1            | 1            | 1            | 1            | 1    |
| 3   | "Grytan"                            | 1            | 1            | 3            | 3            | 3            | 3            | 3            | 5    |
| 4   | "On My Way"                         | 10           | 12           | 12           | 10           | 12           | 10           | 10           | 8    |
| 5   | "Now I Know"                        | 5            | 5            | 5            | 8            | 10           | 12           | 12           | 12   |
| 7   | "Mer av dig"                        | 12           | 10           | 10           | 12           | 8            | 8            | 8            | 10   |

#### Bateria  3
No dia 18 de fevereiro de 2023 ocorreu a terceira bateria na Sparbanken Lidköping Arena, Lidköping. Com 2.598.000 espectadores.  Foram emitidos 9.522.729 votos, utilizando 512.158 dispositivos.  
| R/O | Artista           | Música                         | Rodada 1  | Rodada 1  | Rodada 2 | Rodada 2 | Rodada 2  | Resultado  |
| R/O | Artista           | Música                         | Votos     | Colocação | Votos    | Pontos   | Colocação | Resultado  |
| --- | ----------------- | ------------------------------ | --------- | --------- | -------- | -------- | --------- | ---------- |
| 1   | Paul Rey          | "Royals"                       | 1,151,609 | 2         | 693,857  | 85       | 1         | Final      |
| 2   | Casanovas         | "Så kommer känslorna tillbaka" | 647,419   | 7         | 290,521  | 29       | 6         | Out        |
| 3   | Melanie Wehbe     | "For the Show"                 | 903,976   | 4         | 477,315  | 57       | 3         | Semi-final |
| 4   | Nordman           | "Släpp alla sorger"            | 975,890   | 3         | 589,916  | 75       | 2         | Semi-final |
| 5   | Laurell           | "Sober"                        | 750,918   | 6         | 391,744  | 30       | 5         | Out        |
| 6   | Ida-Lova          | "Låt hela stan se på"          | 792,432   | 5         | 450,391  | 36       | 4         | Out        |
| 7   | Marcus & Martinus | "Air"                          | 1,406,471 | 1         | —        | —        | —         | Final      |

| R/O | Música                         | Faixa Etária | Faixa Etária | Faixa Etária | Faixa Etária | Faixa Etária | Faixa Etária | Faixa Etária | Tel. |
| R/O | Música                         | 3‑9          | 10‑15        | 16‑29        | 30‑44        | 45‑59        | 60‑74        | 75+          | Tel. |
| --- | ------------------------------ | ------------ | ------------ | ------------ | ------------ | ------------ | ------------ | ------------ | ---- |
| 1   | "Royals"                       | 12           | 12           | 12           | 12           | 12           | 10           | 12           | 3    |
| 2   | "Så kommer känslorna tillbaka" | 1            | 1            | 3            | 1            | 3            | 5            | 5            | 10   |
| 3   | "For the Show"                 | 5            | 10           | 5            | 8            | 8            | 8            | 8            | 5    |
| 4   | "Släpp alla sorger"            | 8            | 3            | 10           | 10           | 10           | 12           | 10           | 12   |
| 5   | "Sober"                        | 10           | 8            | 1            | 5            | 1            | 3            | 1            | 1    |
| 6   | "Låt hela stan se på"          | 3            | 5            | 8            | 3            | 5            | 1            | 3            | 8    |

#### Bateria 4
No dia 25 de fevereiro de 2023 ocorreu a quarta bateria na Malmö Arena, Malmö. Com 2.814.000 espectadores.  Foram emitidos 9.932.645 votos, utilizando 542.205 dispositivos.   Durante a apresentação de Loreen, um ativista ambiental invadiu o palco. 
| R/O | Artista           | Música             | Rodada 1  | Rodada 1  | Rodada 2 | Rodada 2 | Rodada 2  | Result     |
| R/O | Artista           | Música             | Votos     | Colocação | Votos    | Pontos   | Colocação | Result     |
| --- | ----------------- | ------------------ | --------- | --------- | -------- | -------- | --------- | ---------- |
| 1   | Kiana             | "Where Did You Go" | 1,105,369 | 3         | 610,462  | 69       | 2         | Semi-final |
| 2   | Signe & Hjördis   | "Edelweiss"        | 744,902   | 7         | 328,700  | 27       | 5         | Out        |
| 3   | Smash Into Pieces | "Six Feet Under"   | 1,120,307 | 2         | 701,606  | 79       | 1         | Final      |
| 4   | Mariette          | "One Day"          | 835,533   | 5         | 482,713  | 56       | 3         | Semi-final |
| 5   | Emil Henrohn      | "Mera mera mera"   | 760,793   | 6         | 382,224  | 26       | 6         | Out        |
| 6   | Axel Schylström   | "Gorgeous"         | 861,688   | 4         | 483,061  | 55       | 4         | Out        |
| 7   | Loreen            | "Tattoo"           | 1,515,287 | 1         | —        | —        | —         | Final      |

| R/O | Música             | Faixa Etárias | Faixa Etárias | Faixa Etárias | Faixa Etárias | Faixa Etárias | Faixa Etárias | Faixa Etárias | Tel. |
| R/O | Música             | 3‑9           | 10‑15         | 16‑29         | 30‑44         | 45‑59         | 60‑74         | 75+           | Tel. |
| --- | ------------------ | ------------- | ------------- | ------------- | ------------- | ------------- | ------------- | ------------- | ---- |
| 1   | "Where Did You Go" | 12            | 12            | 10            | 10            | 5             | 5             | 10            | 5    |
| 2   | "Edelweiss"        | 5             | 1             | 1             | 3             | 3             | 3             | 8             | 3    |
| 3   | "Six Feet Under"   | 10            | 8             | 12            | 12            | 12            | 10            | 3             | 12   |
| 4   | "One Day"          | 1             | 3             | 5             | 5             | 10            | 12            | 12            | 8    |
| 5   | "Mera mera mera"   | 8             | 10            | 3             | 1             | 1             | 1             | 1             | 1    |
| 6   | "Gorgeous"         | 3             | 5             | 8             | 8             | 8             | 8             | 5             | 10   |

### Semifinal
No dia 4 de março de 2023 ocorreu a semifinal na Hägglunds Arena, Örnsköldsvik .  Com 2.315.000 espectadores.  Foram emitidos um total de 12.078.625 votos (um recorde para uma rodada de Segunda Chance), utilizando 541.460 dispositivos.  
| R/O | Artista                    | Música              | Votos     | Pontos | Colocação | Resultado |
| --- | -------------------------- | ------------------- | --------- | ------ | --------- | --------- |
| 1   | Theoz                      | "Mer av dig"        | 2,104,689 | 70     | 2         | Final     |
| 2   | <b id="mwBX8">Mariette</b> | "One Day"           | 1,459,012 | 63     | 4         | Final     |
| 3   | Victor Crone               | "Diamonds"          | 1,225,614 | 28     | 6         | Eliminado |
| 4   | Tennessee Tears            | "Now I Know"        | 1,393,108 | 55     | 5         | Eliminado |
| 5   | Elov & Beny                | "Raggen går"        | 1,083,924 | 18     | 8         | Eliminado |
| 6   | Melanie Wehbe              | "For the Show"      | 1,106,724 | 22     | 7         | Eliminado |
| 7   | Nordman                    | "Släpp alla sorger" | 1,798,314 | 75     | 1         | Final     |
| 8   | <b id="mwBcc">Kiana</b>    | "Where Did You Go"  | 1,907,240 | 69     | 3         | Final     |

| R/O | Música              | Faixa Etária | Faixa Etária | Faixa Etária | Faixa Etária | Faixa Etária | Faixa Etária | Faixa Etária | Tel. |
| R/O | Música              | 3‑9          | 10‑15        | 16‑29        | 30‑44        | 45‑59        | 60‑74        | 75+          | Tel. |
| --- | ------------------- | ------------ | ------------ | ------------ | ------------ | ------------ | ------------ | ------------ | ---- |
| 1   | "Mer av dig"        | 12           | 10           | 12           | 12           | 6            | 6            | 6            | 6    |
| 2   | "One Day"           | 2            | 6            | 7            | 6            | 10           | 12           | 12           | 8    |
| 3   | "Diamonds"          | 6            | 7            | 2            | 2            | 2            | 4            | 4            | 1    |
| 4   | "Now I Know"        | 4            | 2            | 6            | 7            | 8            | 10           | 8            | 10   |
| 5   | "Raggen går"        | 7            | 1            | 1            | 4            | 1            | 1            | 1            | 2    |
| 6   | "For the Show"      | 1            | 4            | 4            | 1            | 4            | 2            | 2            | 4    |
| 7   | "Släpp alla sorger" | 8            | 8            | 10           | 10           | 12           | 8            | 7            | 12   |
| 8   | "Where Did You Go"  | 10           | 12           | 8            | 8            | 7            | 7            | 10           | 7    |

### Final
No dia 11 de março de 2023 ocorreu a final na Friends Arena, Estocolmo, onde Loreen venceu com sua música " Tattoo ".  Com 3.419.000 espectadores.  Um total recorde de 23.521.188 votos foram emitidos, utilizando 936.964 dispositivos.  
| R/O | Artista                                          | Música                                                       | Júris | Televoto / App | Televoto / App | Total | Colocação |
| R/O | Artista                                          | Música                                                       | Júris | Votos          | Pontos         | Total | Colocação |
| --- | ------------------------------------------------ | ------------------------------------------------------------ | ----- | -------------- | -------------- | ----- | --------- |
| 1   | Jon Henrik Fjällgren, Arc North feat. Adam Woods | "Where You Are (<span lang="smi" id="mwBoM">Sávežan</span>)" | 23    | 2,017,718      | 58             | 81    | 4         |
| 2   | Tone Sekelius                                    | "Rhythm of My Show"                                          | 15    | 1,241,991      | 5              | 20    | 12        |
| 3   | Mariette                                         | "One Day"                                                    | 35    | 1,184,378      | 16             | 51    | 8         |
| 4   | Marcus & Martinus                                | "Air"                                                        | 71    | 2,565,958      | 67             | 138   | 2         |
| 5   | Panetoz                                          | "On My Way"                                                  | 22    | 1,837,663      | 25             | 47    | 10        |
| 6   | Maria Sur                                        | "Never Give Up"                                              | 10    | 1,786,719      | 37             | 47    | 9         |
| 7   | Smash Into Pieces                                | "Six Feet Under"                                             | 53    | 2,431,405      | 59             | 112   | 3         |
| 8   | Kiana                                            | "Where Did You Go"                                           | 37    | 1,841,580      | 39             | 76    | 6         |
| 9   | Nordman                                          | "Släpp alla sorger"                                          | 8     | 1,854,602      | 36             | 44    | 11        |
| 10  | Loreen                                           | "Tattoo"                                                     | 92    | 3,783,148      | 85             | 177   | 1         |
| 11  | Theoz                                            | "Mer av dig"                                                 | 42    | 1,915,643      | 36             | 78    | 5         |
| 12  | Paul Rey                                         | "Royals"                                                     | 56    | 1,060,383      | 1              | 57    | 7         |

| R/O | Música                                                       | Croácia | Áustria | Letónia | Bélgica | Malta | Austrália | Alemanha | Espanha | Total |
| --- | ------------------------------------------------------------ | ------- | ------- | ------- | ------- | ----- | --------- | -------- | ------- | ----- |
| 1 | "Where You Are (<span lang="smi" id="mwByg">Sávežan</span>)" | 1       | 3       | 1       | 5       | 6     | 4         |          | 3       | 23    |
| 2 | "Rhythm of My Show"                                          | 6       | 1       | 3       |         |       |           |          | 5       | 15    |
| 3 | "One Day"                                                    | 2       | 7       | 7       | 3       | 5     | 2         | 3        | 6       | 35    |
| 4 | "Air"                                                        | 7       | 8       | 8       | 10      | 10    | 10        | 10       | 8       | 71    |
| 5 | "On My Way"                                                  | 5       | 2       | 2       | 4       | 4     | 1         | 4        |         | 22    |
| 6 | "Never Give Up"                                              |         |         |         | 2       |       | 6         | 1        | 1       | 10    |
| 7 | "Six Feet Under"                                             | 3       | 6       | 6       | 6       | 7     | 8         | 7        | 10      | 53    |
| 8 | "Where Did You Go"                                           |         | 4       | 10      |         | 3     | 5         | 8        | 7       | 37    |
| 9 | "Släpp alla sorger"                                          | 4       |         |         | 1       | 1     |           | 2        |         | 8     |
| 10 | "Tattoo"                                                     | 8       | 12      | 12      | 12      | 12    | 12        | 12       | 12      | 92    |
| 11 | "Mer av dig"                                                 | 12      | 5       | 5       | 7       | 2     | 3         | 6        | 2       | 42    |
| 12 | "Royals"                                                     | 10      | 10      | 4       | 8       | 8     | 7         | 5        | 4       | 56    |
| Porta-vozes do júri internacional |                                                              |         |         |         |         |       |           |          |         |       |
| - – Zlata Mück - – Marvin Dietmann - – Jānis Pētersons - – Birgit Simal - – Gordon Bonello - – Dale Roberts - – Alexandra Wolfslast - – Eva Mora |                                                              |         |         |         |         |       |           |          |         |       |

| Draw | Song                                                         | Age groups | Age groups | Age groups | Age groups | Age groups | Age groups | Age groups | Tel. | Total |
| Draw | Song                                                         | 3‑9        | 10‑15      | 16‑29      | 30‑44      | 45‑59      | 60‑74      | 75+        | Tel. | Total |
| ---- | ------------------------------------------------------------ | ---------- | ---------- | ---------- | ---------- | ---------- | ---------- | ---------- | ---- | ----- |
| 1    | "Where You Are (<span lang="smi" id="mwB_M">Sávežan</span>)" | 6          | 5          | 5          | 7          | 7          | 10         | 10         | 8    | 58    |
| 2    | "Rhythm of My Show"                                          | 3          | 1          | 1          |            |            |            |            |      | 5     |
| 3    | "One Day"                                                    |            |            |            | 1          | 3          | 6          | 4          | 2    | 16    |
| 4    | "Air"                                                        | 10         | 10         | 10         | 8          | 8          | 7          | 7          | 7    | 67    |
| 5    | "On My Way"                                                  | 5          | 7          | 6          | 3          | 1          |            | 2          | 1    | 25    |
| 6    | "Never Give Up"                                              | 4          | 6          | 2          | 2          | 4          | 5          | 8          | 6    | 37    |
| 7    | "Six Feet Under"                                             | 8          | 4          | 8          | 10         | 10         | 8          | 1          | 10   | 59    |
| 8    | "Where Did You Go"                                           | 7          | 8          | 3          | 4          | 5          | 3          | 6          | 3    | 39    |
| 9    | "Släpp alla sorger"                                          | 2          | 2          | 7          | 5          | 6          | 4          | 5          | 5    | 36    |
| 10   | "Tattoo"                                                     | 1          | 12         | 12         | 12         | 12         | 12         | 12         | 12   | 85    |
| 11   | "Mer av dig"                                                 | 12         | 3          | 4          | 6          | 2          | 2          | 3          | 4    | 36    |
| 12   | "Royals"                                                     |            |            |            |            |            | 1          |            |      | 1     |

## Avaliações
| Mostrar   | Data de transmissão                                                                              | Espectadores </br> (milhões) | Compartilhar </br> (%) |
| --------- | ------------------------------------------------------------------------------------------------ | ---------------------------- | ---------------------- |
| Calor 1   | Erro de expressão: caractere "{" não reconhecidoErro de expressão: caractere "{" não reconhecido | 2.912                        | 78,1%                  |
| Calor 2   | Erro de expressão: caractere "{" não reconhecidoErro de expressão: caractere "{" não reconhecido | 2.830                        | 74,6%                  |
| Calor 3   | Erro de expressão: caractere "{" não reconhecidoErro de expressão: caractere "{" não reconhecido | 2.598                        | 72%                    |
| Bateria 4 | Erro de expressão: caractere "{" não reconhecidoErro de expressão: caractere "{" não reconhecido | 2.814                        | 73,9%                  |
| Semifinal | Erro de expressão: caractere "{" não reconhecidoErro de expressão: caractere "{" não reconhecido | 2.315                        | 72,4%                  |
| Final     | Erro de expressão: caractere "{" não reconhecidoErro de expressão: caractere "{" não reconhecido | 3.419                        | 83%                    |